# Halme rufofemorata
Halme rufofemorata är en skalbaggsart som beskrevs av Maurice Pic 1922. Halme rufofemorata ingår i släktet Halme och familjen långhorningar. Inga underarter finns listade i Catalogue of Life.